# Power of the Dragonflame
| Оценки критиков | Оценки критиков |
| Источник        | Оценка          |
| --------------- | --------------- |
| AllMusic        | [ 1 ]           |
| Rock Hard       | [ 2 ]           |

Power of the Dragonflame (c англ. «Мощь драконьего пламени») — пятый номерной альбом итальянской группы Rhapsody. Альбом завершает пятиальбомный сюжетный цикл Emerald Sword Saga, описывая развязку событий. С музыкальной точки зрения альбом был самой «тяжёлой» работой группы, демонстрируя некоторое влияние Manowar. Автор обложки — Марк Клиннерт.

## Концепция
Power of the Dragonflame завершает сагу, начатую в четырёх предыдущих альбомах. Потеряв волшебный меч, люди Алгалорда не могут противостоять ордам демонов, возглавляемым теперь воскресшей Королевой Проклятых. Враги берут штурмом Анцелот, тяжело раненый Воин Льда попадает в плен. Война кажется проигранной. Но мать-земля Гея взывает к Даргору, видящему ужасы войны, и тот изменяет отцу. Даргор атакует и убивает Королеву Проклятых, а умирающий Воин Льда утягивает в болото предводителя демонов. Зов Геи пробуждает каменных горгулий, стражей Анцелота, и те приходят на помощь Даргору. После изгнания орд демонов, Даргор, стыдясь своих прошлых преступлений, скрывается от людей. На этом кончается легенда летописца Арезиуса.

## Список композиций
1. «In Tenebris» 1:27
2. «Knightrider of Doom» 3:56
3. «Power of the Dragonflame» 4:24
4. «the March of the Swordmaster» 5:01
5. «When Demons Awake» 6:46
6. «Agony is My Name» 4:53
7. «Lamento Eroico» 4:36
8. «Steelgods of Last Apocalypse» 5:45
9. «the Pride of the Tyrant» 4:49
10. «Rise From the Sea of Flames» 3:56
11. «Gargoyles, Angels of Darkness» 18:55
  - «Angeli Di Pietra Mistica»
  - «Warlords' Last Challenge»
  - «…And The Legend Ends…»

Все песни написаны Лукой Турилли и Алексом Старополи. В песне «March of the Swordmaster» использовалась французская народная мелодия из архивов Пьера Аттеньяна.

## Участники записи

### Rhapsody
- Лука Турилли — гитара
- Фабио Лионе — вокал
- Алекс Старополи — клавишные

### Приглашенные музыканты
- Джей Лэндсфорд — чтение текста
- Саша Пэт — бас
- Тандерфорс — ударные
- Дана Лурье — скрипка
- Бриджет Фогл, Превин Мур — церковный хор
- Херби Ланганс, Чинция Риццо, Роберт Хунеке-Риццо, Оливер Хартманн, Миро Роденберг — хор